# Francisco Antonio Lopes dos Santos
Francisco Antônio Lopes dos Santos (Teresina, 9 de Junho de 1982) é um futebolista brasileiro que atuava como atacante. Foi artilheiro do Campeonato Piauiense em 2005 com oito gols marcados pelo Piauí.

### Prêmios individuais
- Artilheiro do Campeonato Piauiense de 2005: (8 gols)[2]